# Мотовиліхинські заводи
«Мотовиліхинські заводи» — російська збройова компанія. Повне найменування — ТОВ спеціального машинобудування і металургії «Мотовиліхінскі заводи». Штаб-квартиру розташовано в Пермі.

## Історія
Компанія веде свою історію з моменту закладки на Камі за приписами Анни Іоанівни і начальника Уральського гірського округу В. М. Татіщева Мотовиліхинського міделиварного заводу в 1736 році. В кінці XVIII століття поруч з мідеплавильному заводом були побудовані сталегарматний і чугуногарматний заводи, які в 1871 році були об'єднані в «Пермські гарматні заводи». У 1876 році тут була пущена перша на Уралі мартенівська піч. Міделиварний же завод було зупинено.
У 1992 році підприємство було акціоноване, отримало назву ВАТ «Мотовиліхинскі заводи».
З 2018 року на підприємстві запущено процес банкрутства. Як наголошується, що це не означає закриття заводу.
У листопаді 2022 року стало відомо, що завод передав продукцію у рамках виконання держоборонзамовлення рф.
2022 році частину територій підприємства продано за 59,5 млн рублів (близько 100 тисяч доларів) під житлову забудову.
29 квітня 2023 року на заводі сталася пожежа, за даними заводу, там горів трансформатор.

## Власники і керівництво
Статутний капітал компанії становить 1,49 млрд руб. Акції групи підприємств «Мотовиліхинскі заводи» за станом на 31 березня 2014 року було розподілено наступним чином: 35 % належить «дочкам» Державній корпорації «Ростех» (25 % — ВАТ «Рособоронекспорт», 10 % — ВАТ «ДНВП „Сплав“», Тула), 15 % має «дочка» ВАТ «Уралвагонзавод» ЗАТ «Уральская великовантажна техніка — Уралвагонзавод», 18,6 % належить ТОВ «Вектор Б», 16,4 % — ТОВ «Метал регіон».
Генеральний директор — Юрій Клочков, голова ради директорів — Сергій Когогін.

## Діяльність
ПАТ «Мотовиліхинскі заводи» об'єднує заводи, які спеціалізуються на виробництві металургійної продукції (спеціальні марки сталі, сортовий і листовий прокат, блюмси, поковки, штампування, лиття), нафтопромислового і бурильного устаткування, будівельно-дорожньої техніки і артилерійських систем різних класів (артилерія і РСЗВ «Смерч»). Основні виробничі підрозділи: ТОВ МЗ «Камасталь», ЗАТ «МНГМ», ЗАТ «Третій Спецмаш».
Збут, логістику і маркетинг продукції цивільного призначення веде ЗАТ ТД «Мотовиліхинскі заводи».

## Військова продукція

### Польова артилерія і міномети
- 120-мм гармата 2Б16 «НОНА-К»
- 130-мм гармата М-46
- 152-мм гармата 2А36 «ГИАЦИНТ-Б»
- 152-мм гаубиця 2А65 «МСТА-Б»
- 152-мм гаубиця Д-20
- 120-мм буксирований міномет 2С12 «САНИ»

### Самохідна артилерія, міномети і комплекси
- 120-мм самохідна гармата 2С9 «Нона-С»
- 120-мм самохідна гармата 2С23 «НОНА-СВК»
- 120-мм самохідна гармата 2С31 «Відень»
- 240-мм самохідний міномет 2С4 «ТЮЛЬПАН»

### Реактивні системи залпового вогню
- 122-мм бойова машина БМ-21 РСЗО «ГРАД»
- 220-мм бойова машина 9П140 «Ураган», транспортно-заряджаюча машина 9Т452
- 300-мм бойова машина 9А52-2 «Смерч», транспортно-заряджаюча машина 9Т234-2
- 300-мм бойова машина 9А52-2Т «Смерч», транспортно-заряджаюча машина 9Т234-2Т

### Машини керування вогнем артилерії комплексу 1В12 і його модифікацій
- Машина старшого офіцера батареї 1В13
- Машина командира батареї 1В14
- Машина командира дивізіону 1В15
- Машина начальника штабу дивізіону 1В16

## Цивільна продукція

### Будівельно-дорожня техніка
- екскаватор-планувальник ЕТ-4322 (на базі КАМАЗ)
- багатофункціональний плаваючий екскаватор МЗ-159
- автокран «МОТОВИЛІХА» КС-5579.22 (35т.)
- комбінована дорожня машина КМ-800С

### Нафтопромислове обладнання
- бурове обладнання
- обладнання для видобутку нафти
- обладнання для капітального ремонту свердловин

## Факти
- 1886 — на заводі почала працювати перша на Уралі електростанція.
- В кінці XIX століття Гірським начальником заводу Слав'янов М. Г. була винайдено і випробувано перше в світі електрозварювання.
- У Першу світову війну Пермські «Мотовиліхинскі заводи» поставили Російській армії п'яту частину артилерійського озброєння[12].
- У Другу світову війну Пермські «Мотовиліхинскі заводи» виготовили чверть всіх артсистем Червоної армії[12].
- Три бічні гармати на крейсера «Аврора» вироблені у Пермі[12].
- Перший постріл по території нацистської Німеччини 2 серпня 1944 року був зроблений з 152-мм гармати-гаубиці МЛ-20 № 3922, зробленої в Пермі на «Мотовиліхинському заводі»[12].
- Перший постріл по Берліну 20 квітня 1945 року зробила 122-мм корпусна гармата А-19 № 501, зроблена в Пермі[12].
- У травні 2010 року ливарники підприємства розробили креслення і виготовили 85-ти кілограмову гирю для Федерації силового екстриму Пермського краю. Цей снаряд на 3 кг важчий оригінальної гирі Дикуля і на даний момент є найважчим з існуючих[13].